# ČT2
ČT2 (hovorově Dvojka) je televizní stanice České televize. Vznikla 1. ledna 1993 a jako alternativní kanál, zaměřený na náročnější a menšinové divácké zájmy, je orientována na vzdělávání, dokumenty a pořady týkající se přírody, historie a vědy.

## Historie
Stanice ČT2 vznikla 1. ledna 1993 po vzniku samostatné České republiky. Vysílala na frekvenční síti federálního kanálu F1, který zanikl rozpadem Československa na konci roku 1992. Od 1. ledna 1994 vysílala ČT2 souběžně i na frekvencích zrušené stanice ČT3, které jí už zůstaly. Simultánní vysílání bylo pouze dočasné, neboť původně využívané kmitočty po F1 získala od 4. února 1994 nově vzniklá komerční stanice TV Nova.
Od února 1999 vysílá stanice 24 hodin denně.

## Programová skladba
Dvojka také vysílá filmy pro náročnější diváky často v původním znění s českými titulky, britské seriály, Československý filmový týdeník (zprávy z 50. let), pořad Panorama (živé záběry z horských středisek), nebo magazín Dobré ráno (ranní „show“ ČT). Od roku 2010 se na ČT2 už téměř neobjevují sportovní přenosy, ty byly přesunuty na sportovní kanál ČT sport. Na Dvojce tak zůstaly jen sportovní přenosy, u kterých to vyžadují licenční podmínky.

### Všeobecné pořady
- Dobré ráno – studio, vysílané každé všední ráno – rozhovory s hosty, počasí, události a doprava
- Zprávy v českém znakovém jazyce – desetiminutová večerní zpravodajská relace pro neslyšící ve znakovém jazyce
- Televizní klub neslyšících – středeční magazín pro neslyšící – novinky z „tichého světa“ ve znakovém jazyce
- Sousedé – páteční magazín pro menšiny
- Souvislosti Jana Pokorného – diskusní pořad

### Dokumentární pořady a cykly
ČT2 vysílá pravidelně vlastní i zahraniční dokumentární cykly. Ze zahraničních například od BBC Earth. Často vysílá také dokumentární série jako S kuchařem kolem světa, S gurmánem na cestách, Poutní místa, Letecké katastrofy nebo Kamera na cestách. Z vlastních například cykly Národní klenoty, Vínečko, Postřehy odjinud, Co by kdyby nebo Divnopis. 

### Filmy a seriály
Na ČT2 převládají oceňované filmy s historickým nebo dokumentárním zaměřením například od HBO. Některé filmy jsou vlastní, ze studií České televize. Ve večerních hodinách bývají na ČT2 vysílány specializované zahraniční seriály jako Hra o trůny, Panství Downton, Batesův motel, Dům z karet, Sestřička Jackie nebo Noční recepční. 

### Pořady pro děti
Na ČT2 byly v letech 2013–2021 zároveň se stanicí ČT :D vysílány některé dětské pořady (Kouzelná školka, Studio Kamarád Večerníček, o víkendech Raníček). Od 1. července 2021 vyhradila Česká televize pro dětské pořady pouze kanál ČT :D, takže jejich programové pozice byly na ČT2 nahrazeny rozšířenou dokumentární a filmovou tvorbou.

### Sportovní přenosy
Pokud z nějakého důvodu nemůže být nějaký důležitý sportovní přenos vysílán na ČT sport, bývá výjimečně vysílán na ČT2.

## Způsob vysílání

### Pozemní vysílání
ČT2 je dostupná prostřednictvím veřejnoprávního multiplexu 21 v pozemním digitálním vysílání ve standardu DVB-T2. Z českých stanic vypínala své analogové vysílání všude jako první, 30. listopadu 2011 došlo k definitivnímu ukončení jejího analogového vysílání. Digitální vysílání ve standardu DVB-T (multiplex 1) bylo ukončeno 30. září 2020.

### DVB-S, DVB-C, IPTV
Na ČT2 se vztahuje tzv. „must carry“ povinnost pro všechny satelitní, kabelové a IPTV operátory (musí ji obsahovat základní nabídka programů).

### HD vysílání
Dvojka má vlastní kanál ČT2 HD, který vysílá ve vysokém rozlišení obrazu 1080i. Tento kanál vysílá v pozemním vysílání DVB-T2 a je ho možno rovněž přijímat v DVB-S, DVB-C a přes IPTV.

## Sledovanost
Průměrná sledovanost ČT2 v roce 2010 byla 5,69 % diváků starších 15 let. V tomtéž roce v hlavním vysílacím čase (19.00–23.00) pak průměrná sledovanost činila 5,26 % diváků starších 15 let.  V kategorii diváků ve věku 15–54 let byla pak celodenní průměrná sledovanost za rok 2010 5,10 %, v hlavním vysílacím čase 4,73 %. Nejúspěšnějším pořadem ČT2 v roce 2010 byl hokejový zápas Rusko-Česko odvysílaný 23. května. S podílem na divácích starších patnácti let 31,6 % se stal 33. nejsledovanějším pořadem roku.

## Loga stanice

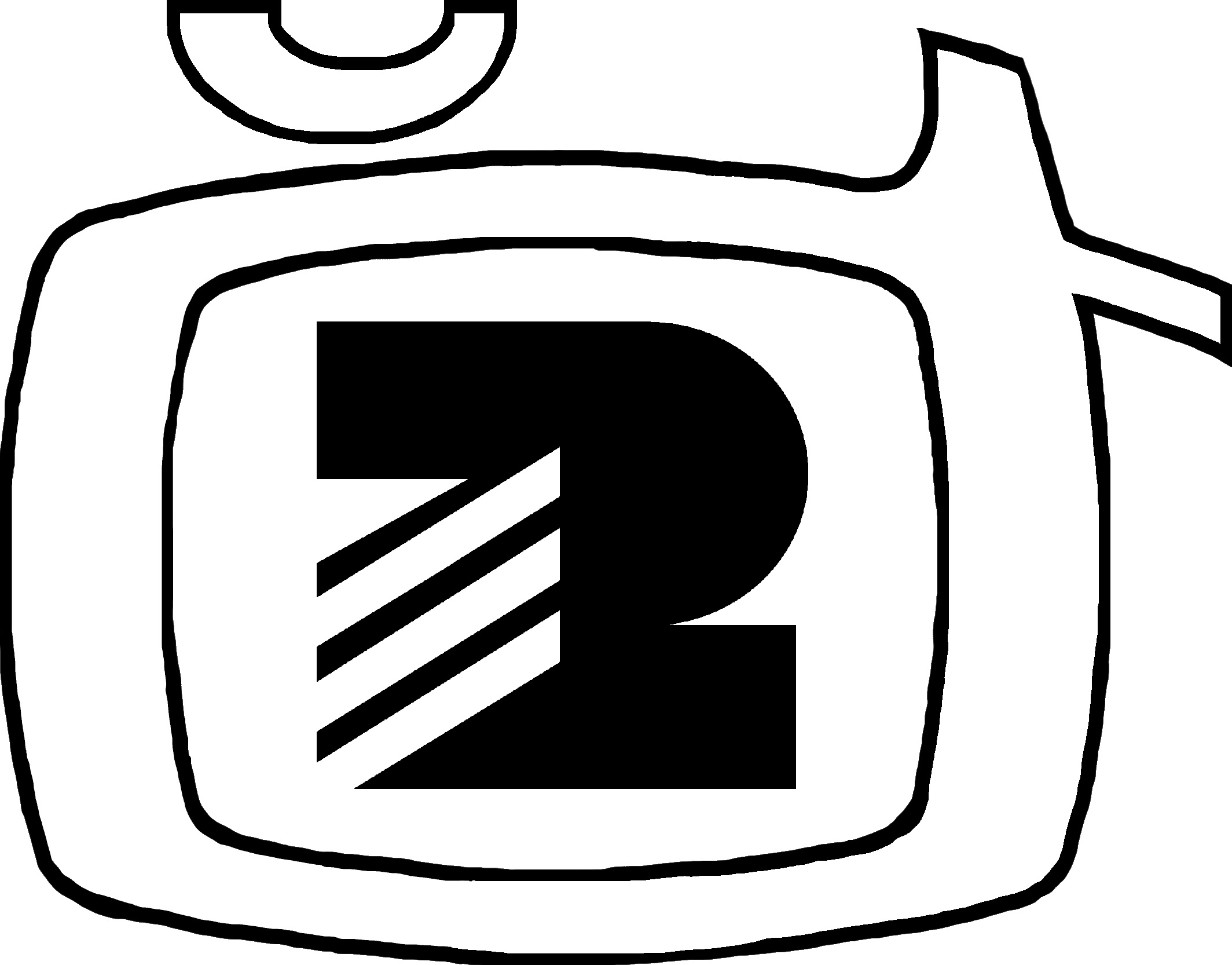
První logo stanice, používané od 1. ledna 1993 do 2. září 1994
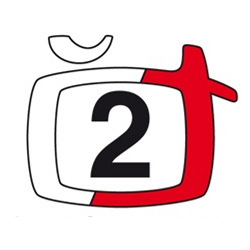
Logo ČT2 od 3. září 1994 do 31. srpna 2007
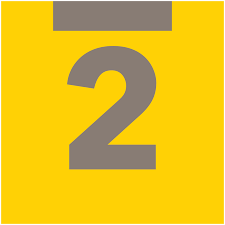
Logo stanice od 1. září 2007 do 1. října 2012
Logo ČT2 od 1. října 2012
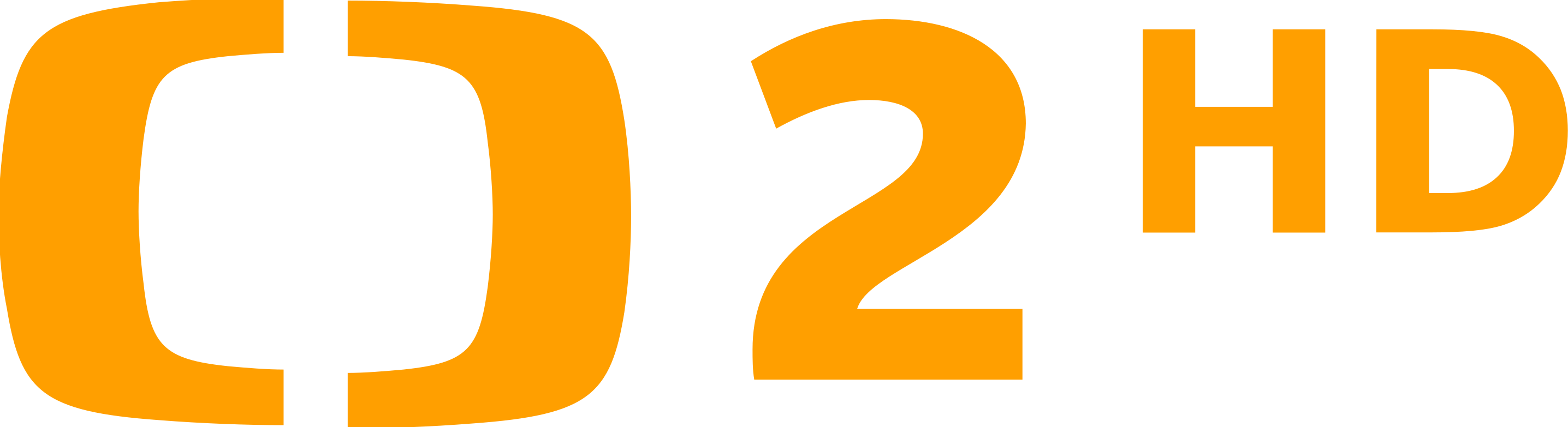
Logo HD verze ČT2 od 1. října 2012